# Ільків Андрій Васильович

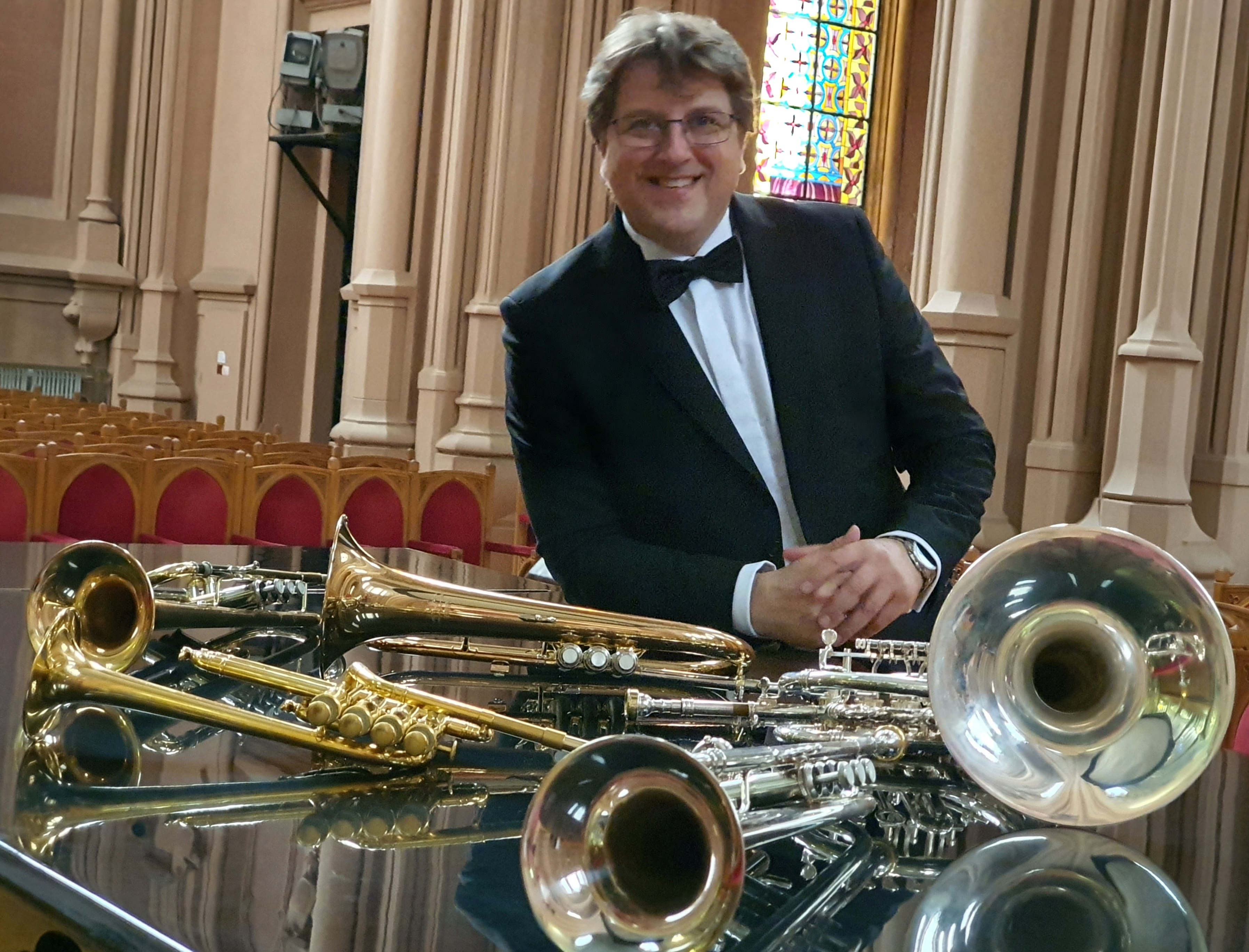
Андрій Ільків у Національному будинку органноі музики України влітку 2021

Андрій Ільків (лат. Andriy Ilkiv; нар. 24 лютого 1970, Шумськ, Тернопільська область, Україна) — відомий український музикант, трубач-віртуоз, музичний педагог, аранжувальник, Народний артист України, артист YAMAHA, член Всесвітньої та Європейської Aсоціації виконавців на мідних духових інструментах (World & European Brass Association), засновник та лідер квінтету мідних духових «Київ-Брасс», соло-трубач симфонічного оркестру «Вюрт Філармонікер» (Wuerth Philharmoniker) Баден-Вюрттемберг, Німеччина.
Понад 15 років був соло-трубачем всесвітньо відомого симфонічного оркестру «Філармонія Націй».
Протягом 30 років був солістом Національного будинку органної та камерної музики України.
Для фондів Українського радіо здійснив чисельні записи з фортепіано, брасс-квінтетом, камерним оркестром та оркестром народної та популярної музики.
Вільно володіє всіма різновидами труб, легко переходячи від сольної до ансамблевої та оркестрової манери гри. 
Перший в Україні трубач-виконавець, який професійно вивчав гру на трубі пікколо, досягнувши у своєму виконавстві на цьому інструменті світового рівня. Також першим в Україні ввів у концертну виконавську практику корно да каччіа.
У серпні 2009 року Андрієві Ільківу було присвоєно почесне звання Заслуженого артиста України, а в січні 2021 року він отримав звання Народний артист України.

## Життєпис
Андрій Ільків народився і виріс в музичній родині. З раннього дитинства багато співав і грав на акустичній, електро- та бас-гітарах, барабанах, клавішах.
З семи років почав навчатися у Шумській музичній школі на фортепіано, а з десяти — на трубі (перший вчитель Григорій Самійлович Криса).
Особливий вплив мав з боку батька, якого вважає своїм головним вчителем.
Василь Миколайович Ільків, Заслужений працівник культури України, був видатною і яскравою особистістю, відомим в місцевих краях музикантом і педагогом: 50 років керував Шумською народною капелою, чудово співав, викладав баян, акордеон, скрипку, хор, ансамблі, спів, сольфеджіо, грав на багатьох інструментах; писав пісні та аранжування для різних складів, брав участь у всіх сферах культурного життя, виховав та підготував до професійного життя  не одне покоління талановитої молоді. Андрій також багато музикував разом з батьком та його колегами і учнями.
Професійну музичну освіту отримав у музичних коледжах (тоді - училищах), що в містах Рівне (педагог Андрій Кібіта) та Хмельницький (Роман Андросюк). 
У 1989 став лауреатом   Республіканського конкурсу молодих виконавців у Донецьку.
Після служби в армії продовжив навчання у Національній музичній академії України ім.П.Чайковського в класі Заслуженого артиста України, соло-трубача Національної опери України Олександра Чуприни.
У 1993, бувши студентом 2 курсу консерваторії, Андрій Ільків отримав запрошення до першого в Україні професійного ансамблю мідних духових, брасс-квінтету «Україна» (Ukrainian Brass) у Будинку органної та камерної музики України. Молодий колектив з успіхом концертував в Україні, Франції та Німеччині.
У 1995 під час гастролей у Франції (м. Тулуза) Ukrainian Brass отримав почесну премію "Перший талант світу".
У 1998 році квінтет записав компакт-диск "Classic melodies"на студії «Bauer» в Німеччині.
У Будинку органної музики Андрій Ільків також успішно виступав у складі тріо з заслуженими артистками України органісткою Іриною Калиновською і співачкою Надією Петренко-Матвійчук. Поштовхом до створення цього унікального на той час ансамблю став концерт у Києві відомих музикантів: співачки Ірини Архіпової та органіста Олега Янченка, які запросили молодого трубача виконати з ними "Аве Марію" Каччіні (Вавілова).
У травні 1998 Андрій Ільків взяв участь у відкритті відновленої Дзвіниці Михайлівського Золотоверхого монастиря, зігравши  під час урочистостей авторське соло на трубі під дзвонами.
У 1998 став лауреатом Міжнародного конкурсу трубачів-професіоналів у Києві під головуванням жюрі видатного трубача  20 століття Тимофія Докшицера. 
У 1999  Андрій Ільків створив камерний ансамбль «Київ-Брасс», лідером якого був понад 20 років, вивівши його на рівень найкращих  музичних колективів України та Європи. Музиканти тісно співпрацювали з багатьма відомими музикантами і композиторами, серед яких був і Фред Міллс - трубач, аранжувальник та один із засновників легендарного Canadian Brass.
Протягом 30 років Андрій Ільків був солістом Національного будинку органної та камерної музики України, на сцені якого зіграв понад 1000 концертів з органом, фортепіано, співаками, хорами, ансамблями та оркестрами.
Здійснив велику кількість фондових записів для Національної радіокомпанії України.
Викладав трубу та ансамбль у Національній музичній академії України та Дніпровській  академії музики.
Був членом жюрі та гостем багатьох музичних конкурсів та фестивалів.
Ініціював та був одним із організаторів запрошення в Україну з майстер-класами і виступами відомих у світі виконавців Райнгольда Фрідріха, Отто Заутера, Сергія Накарякова, Алана Труделя, Даніеля Креспо, Себастьяна Гілла.
Став першим в Україні класичним музикантом, який отримав титул Артист YAMAHA. У співпраці з компанією «Ін-джаз», офіційним представником «YAMAHA» в Україні, артист провів багато концертів та майстер-класів в Україні і за її межами.
Автор концертних програм «Її Високість труба запрошує», "Life in Brass"; проектів, присвячених Луїсу Армстронгу, Тимофію Докшицеру; учасник численних благодійних акцій та заходів.
Виступав з концертами та майстер-класами у містах України, Польщі, Німеччини, Італії, Іспанії, Франції, Сербії, Швейцарії, Люксембурга, Голандії, Бельгії, Великобританії, США, ОАЕ, Кувейту, Індії, Узбекистану, Казахстану, Китаю, Білорусі.
Понад 15 років був соло-трубою в симфонічному оркестрі «Філармонія Націй» (Philhаrmonie der Nationen), у складі якого зіграв сотні концертів на найкращих сценах Європи, Азії та Америки, а також брав участь у численних записах компакт - дисків оркестру.
З 2017 є соло-трубачем симфонічного оркестру "Вюрт Філармонікер" (Wuerth Philharmoniker), Баден-Вюртемберг, Німеччина.
Андрій Ільків - член  Всесвітньої та Європейської Асоціації виконавців на мідних духових інструментах (World & Europеan Brass Association). Учасник  міжнародних освітніх проектів всесвітньо відомого трубача Отто Заутера та його концертних програм "Ten of the Best".
У квітні-травні 2022  Андрій Ільків разом з "Київ-Брасс", Отто Заутером, дружиною Наталею Ільків та співачкою Юлією Засімовою дійснив  благодійне концертне турне  Німеччиною та Австрією, зігравши понад 30 бенефіц- концертів на підтримку України.
У травні 2023 року, на запрошення  організаційного комітету Андрій Ільків разом з колегами, українськими музикантами зіграв концерт у  у програмі урочистостей, присвячених почесній міжнародній Премії Миру Карла Великого ("Karlspreis"), м.Ахен. Тогоріч Премія Миру  була вручена героїчному Українському Народу  та президенту України.

## ки
1. ↑  Як стають найкращими трубача м и? [Архівовано 24 жовтня 2016 у Wayback Machine.] // День 11.03.2011
2. ↑  Указ президента України №24/2021. Офіційне інтернет-представництво Президента України (ua) . Архів оригіналу за 1 березня 2021. Процитовано 23 січня 2021.
3. ↑  Національний будинок органної та камерної музики України. Архів оригіналу за 21 серпня 2016. Процитовано 20 серпня 2016. [Архівовано 2016-08-21 у Wayback Machine.]